# Даниел (Вайоминг)
Даниел (англ. Daniel, Wyoming) — статистически обособленная местность, расположенная в округе Сублетт (штат Вайоминг, США) с населением в 89 человек по статистическим данным переписи 2000 года.

## Демография

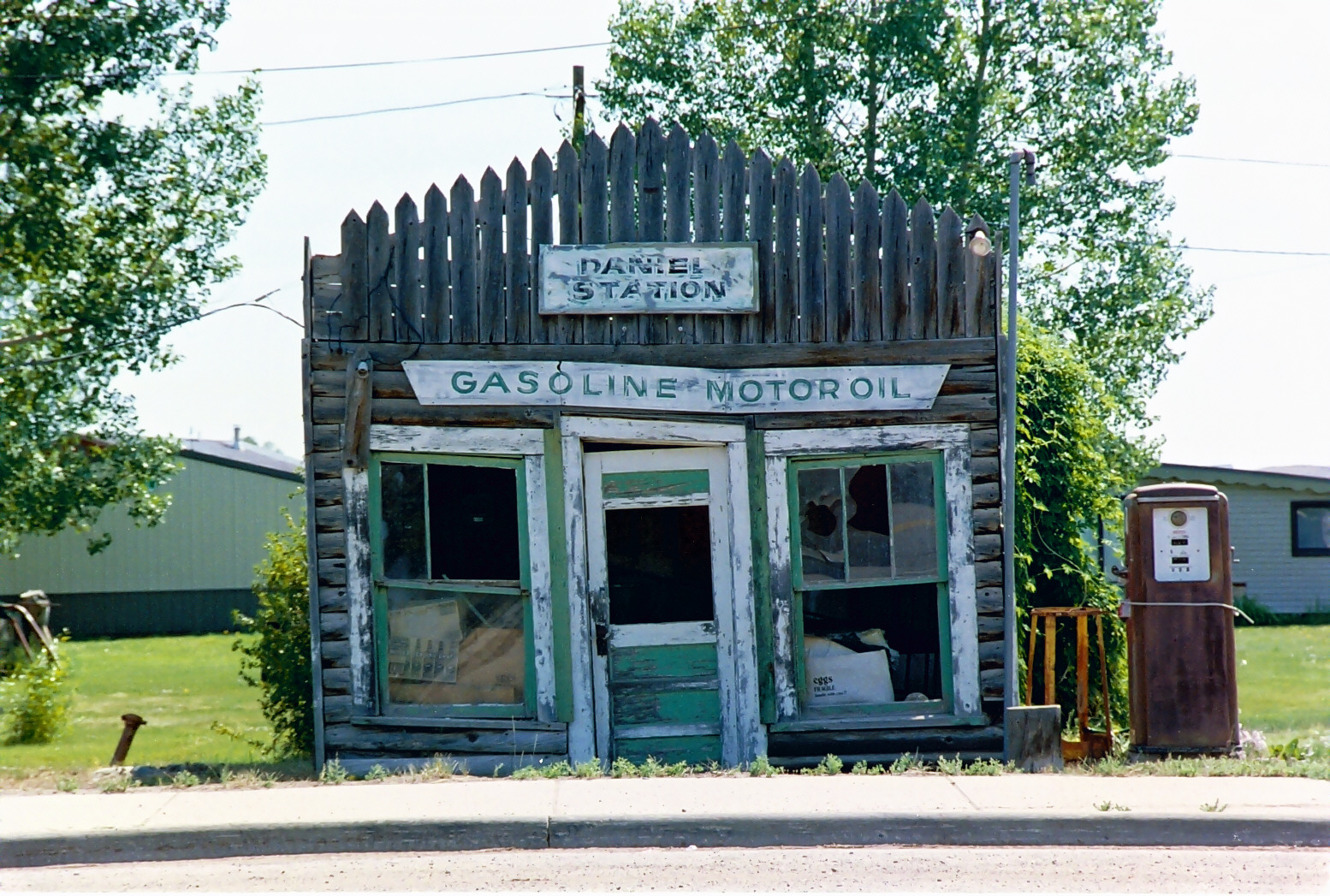
Прежняя остановка Даниел на автомагистрали US-189

По данным переписи населения 2000 года в местности Даниел проживало 89 человек, 27 семей, насчитывалось 41 домашнее хозяйство и 52 жилых дома. Средняя плотность населения составляла около 6,3 человек на один квадратный километр. Расовый состав местности по данным переписи был исключительно белым.
Из 41 домашних хозяйств в 24,4 % — воспитывали детей в возрасте до 18 лет, 53,7 % представляли собой совместно проживающие супружеские пары, в 9,8 % семей женщины проживали без мужей, 34,1 % не имели семей. 31,7 % от общего числа семей на момент переписи жили самостоятельно, при этом 4,9 % составили одинокие пожилые люди в возрасте 65 лет и старше. Средний размер домашнего хозяйства составил 2,17 человек, а средний размер семьи — 2,74 человек.
Население статистически обособленной местности по возрастному диапазону по данным переписи 2000 года распределилось следующим образом: 20,2 % — жители младше 18 лет, 2,2 % — между 18 и 24 годами, 31,5 % — от 25 до 44 лет, 33,7 % — от 45 до 64 лет и 12,4 % — в возрасте 65 лет и старше. Средний возраст жителей составил 44 года. На каждые 100 женщин в местности Даниел приходилось 97,8 мужчин, при этом на каждые сто женщин 18 лет и старше приходилось 86,8 мужчин также старше 18 лет.
Средний доход на одно домашнее хозяйство в статистически обособленной местности составил 26 250 долларов США, а средний доход на одну семью — 24 821 доллар. При этом мужчины имели средний доход в 31 250 долларов США в год против 43 438 долларов среднегодового дохода у женщин. Доход на душу населения в статистически обособленной местности составил 21 213 долларов в год. Все семьи местности Даниел имели доход, превышающий уровень бедности, 24,4 % от всей численности населения находилось на момент переписи населения за чертой бедности, при том все жители младше 18 и старше 65 лет имели совокупный доход, превышающий прожиточный минимум.

## География
По данным Бюро переписи населения США статистически обособленная местность Даниел имеет общую площадь в 14,24 квадратных километров, водных ресурсов в черте населённого пункта не имеется.
Статистически обособленная местность Даниел расположена на высоте 2193 метра над уровнем моря. Климат субарктический, умеренно холодный, полузасушливый (префикс «Dfc» по Классификации климатов Кёппена).
| Показатель                    | Янв.  | Фев.  | Март  | Апр. | Май  | Июнь | Июль | Авг. | Сен. | Окт. | Нояб. | Дек.  | Год   |
| ----------------------------- | ----- | ----- | ----- | ---- | ---- | ---- | ---- | ---- | ---- | ---- | ----- | ----- | ----- |
| Средний суточный максимум, °C | −3,9  | −1,7  | 2,2   | 8,3  | 14,4 | 21,1 | 24,4 | 23,9 | 18,9 | 12,8 | 3,3   | −2,2  | 10    |
| Средняя температура, °C       | −12,2 | −11,1 | −5,6  | 0,6  | 6,1  | 11,1 | 13,9 | 12,8 | 8,3  | 2,8  | −5    | −10,6 | 1,1   |
| Средний суточный минимум, °C  | −14,4 | −15   | −13,9 | −7,2 | −2,2 | 1,7  | 3,3  | 1,7  | −2,2 | −7,2 | −12,8 | −16,1 | −8,3  |
| Норма осадков, мм             | 19,6  | 17,3  | 21,8  | 18   | 39,6 | 26,2 | 28,2 | 28,2 | 37,8 | 17   | 16,8  | 16    | 286,5 |